# Koller Ákos
Koller Ákos (Szilágycseh, 1974. szeptember 4. –) magyar labdarúgó, középső védő.

## Pályafutása
Szerepelt a Ferencváros, a Csákvár, a Haladás, a Százhalombatta, a Vác, a Budaörs, a Csepel, a Siófok és a Videoton csapataiban. Az élvonalban legutóbb a Kecskeméti TE játékosa volt, azonban szerződését a klub 2009. október 26-án felbontotta. Jelenleg a harmadosztályú Dunaharaszti játékosa. Korábban hosszú ideig a Fehérvár FC-ben játszott, ahol 2006-ban Magyar Kupát, 2008-ban és 2009-ben pedig Ligakupát nyert. Lothar Matthäus szövetségi kapitánya 2005-ös amerikai túra mindkét mérkőzésén a pályára küldte a válogatottban.

## Statisztika

### Mérkőzései a válogatottban
| Magyarország | Magyarország       | Magyarország                       | Magyarország | Magyarország | Magyarország       | Magyarország | Magyarország | Magyarország |
| #            | Dátum              | Helyszín                           | Hazai        | Eredmény     | Vendég             | Kiírás       | Gólok        | Esemény      |
| ------------ | ------------------ | ---------------------------------- | ------------ | ------------ | ------------------ | ------------ | ------------ | ------------ |
| 1.           | 2005. december 15. | Phoenix, Chase Field Stadium (USA) | Magyarország | 0 – 2        | Mexikó             | barátságos   | -            |              |
| 2.           | 2005. december 18. | Miami (USA)                        | Magyarország | 3 – 0        | Antigua és Barbuda | barátságos   | -            | 87'          |
|              | Összesen           |                                    |              | 2            | mérkőzés           |              | 0            | gól          |